# دنيس بينيت
دنيس بينيت (بالإنجليزية: Dennis Bennett)‏ هو قسيس أمريكي، ولد في 28 أكتوبر 1917 في لندن في المملكة المتحدة، وتوفي في 1 نوفمبر 1991.